# 핑 (기업)
핑 주식회사(영어: Ping, Inc.)는 애리조나주 피닉스에 본사를 둔 미국의 스포츠 장비 제조업체이다. 골프채와 골프백을 생산하며 골프 장비에 중점을 둔다. 이 회사는 제너럴 일렉트릭 회사에서 엔지니어로 근무한 칼스텐 솔하임이 설립했다. 1959년 그는 캘리포니아주 레드우드시티의 차고에서 퍼터를 만들기 시작했다. 1967년, 그는 핑 회사를 발전시키기 위해 제너럴 일렉트릭에서의 직장을 사임했다.

## 역사

### 시작
솔하임은 1959년 차고 사업으로 핑 골프를 시작했다. 골프 경기 중 그가 느낀 좌절감은 당시 장비로 퍼팅을 하는 데 어려움을 겪었기 때문이다. 제너럴 일렉트릭의 엔지니어였던 그는 자신의 차고에서 "핑 1A"라는 새로운 퍼터를 발명했다. 그는 샤프트를 블레이드 뒤꿈치에 부착하는 대신 중앙에 부착했다. 그는 이전에는 주로 시행착오에 기반을 두었던 골프채 디자인에 과학적 원리를 적용하여 클럽 헤드의 무게 대부분을 주변으로 옮겼다.
"핑"이라는 이름은 금속이 공을 쳤을 때 솔하임이 들었던 소리에서 유래했다. 인기 음악가이자 골퍼인 머레이 아놀드는 1960년에 클럽 헤드가 공을 쳤을 때 피아노 조율에 사용되는 440피치의 소리를 낸다고 전했다. 1960년 말까지 솔하임은 6가지 디자인을 개발했고, "핑" 소리를 의도적으로 줄였으며, 차고에서 2,000개가 넘는 퍼터를 만들었다.
1961년, 솔하임 가족은 캘리포니아주 레드우드시티에서 애리조나주 피닉스로 이사했으며, 이곳에서 회사는 영구적인 본거지를 찾게 된다. 핑 퍼터의 판매 증가에도 불구하고 솔하임은 제너럴 일렉트릭을 떠난 후에도 차고에서 혼자 퍼터를 계속 만들었다.
같은 해, 그는 "69"라는 이름의 첫 번째 아이언 세트를 발명했는데, 그는 이를 좋은 골프 라운드라고 생각했다. 솔하임은 아이언에서 좋은 힐-토우 웨이팅의 효과를 계속 실험했으며, 관용성을 높이기 위해 아이언의 강철 등면에 캐비티를 밀링 처리했다.
핑 클럽을 사용하여 PGA 투어에서 첫 우승을 한 것은 1962년 케쥰 클래식 오픈 인비테이셔널에서 존 바넘에 의해 이루어졌다. 핑 퍼터의 인기가 꾸준히 증가하면서 판매량도 늘어났다. 1965년 골프 월드컵은 일본에서 TV로 방영된 대회에서 많은 상위 선수들이 핑 퍼터를 사용하면서 차고에서 만들어진 핑 퍼터의 판매량을 더욱 증가시켰다.

### 후기
1966년, 솔하임은 새로운 퍼터에 대한 아이디어를 떠올렸다. 종이를 찾을 수 없어서, 그의 새 퍼터 디자인은 78 RPM 레코드의 먼지 덮개에 스케치되었다. 솔하임이 디자인을 확정했지만, 그는 여전히 이름이 필요했다. 솔하임의 아내 루이즈는 새로운 퍼터의 이름으로 "Answer"를 제안했는데, 이는 "퍼팅의 골치 아픈 문제에 대한 해답"이었기 때문이다. "Answer"라는 이름은 퍼터에 새기기에는 너무 길었기 때문에, 이름은 "Anser"로 단축되었다. 또한, W가 없으면 Anser는 상표 등록이 가능했다.
핑은 1966년 말 골프 규칙 및 장비 관리 기관인 USGA가 Anser를 제외한 모든 핑 퍼터를 토너먼트 및 핸디캡 플레이에서 금지하면서 큰 장애물에 직면했다. 이 결정은 다른 핑 모델들이 그립 아래에 특별한 샤프트 굽힘이 있어서 선수들에게 퍼팅 스트로크에서 특별한 이점을 준다고 생각되었기 때문이었다.
1967년 초 줄리어스 보로스가 PGA 투어의 피닉스 오픈에서 솔하임의 "Anser" 퍼터를 사용하여 우승하면서 인정을 받았다. 그해 말, 솔하임은 GE에서 사임하고 사업을 차고에서 공장으로 옮겨 애리조나주 피닉스에 핑 클럽을 제조하는 카스텐 매뉴팩처링 코퍼레이션(KMC)을 설립했다. 핑 Anser 퍼터에 대한 특허는 1967년 3월 21일에 나왔다. 핑 퍼터를 사용하여 우승한 첫 번째 메이저 챔피언십은 1969년 마스터스에서였다. 1969년 핑은 동일한 주변 가중치 원리에 기반한 아이언을 도입했으며, 이는 빠르게 성공을 거두었다. 다른 골프 장비 제조업체들도 곧 핑의 혁신을 따랐고, 이는 업계 표준이 되었다. 1960년대 핑의 마지막 주요 혁신은 K1 스테인리스 주조 강철 아이언 세트였다.

## 유산
2018년 1월 10일 백악관에서 도널드 트럼프 대통령과 노르웨이 총리 에르나 솔베르그 간의 회담에서 솔베르그는 양국 간의 긴밀한 관계와 노르웨이 이민의 역사를 상징하는 선물로 트럼프에게 핑 "베르겐" 퍼터를 증정했다. 노르웨이에서 태어난 핑의 설립자 칼스텐 솔하임은 베르겐 외곽의 아우스트르헤임 출신이었으며, 유아기 때 가족과 함께 시애틀, 워싱턴으로 이주했다.

## 피팅 혁신
핑은 인베스트먼트 주조를 사용하여 고품질 주조 클럽을 제공한 최초의 제조업체였으며, 이는 비용을 절감하고 첨단 기능에 대한 더 나은 품질 관리를 가능하게 했으며, 제조 피팅의 발판을 마련했다.
핑은 또한 다양한 라이와 오프셋을 가진 클럽 헤드를 통해 공장 피팅을 제공한 최초의 회사였다. 1980년경부터 핑은 플레이어의 신체적 특성, 일반적인 문제, 거리 등에 대한 체크리스트를 기반으로 피팅 프로그램을 제공하기 시작했다.
2011년 핑 웹사이트의 체크리스트는 약 100개의 데이터 입력을 포함했으며, 드라이버부터 퍼터까지 모든 것을 다루는 5단계 피팅 프로세스의 일부였다.
맞춤 피팅을 더 실현 가능하게 만들기 위해 핑은 클럽 헤드에 작은 노치를 넣어 일부 아이언 클럽 헤드를 제조한다. 이 노치는 이전 모델의 문제였던 클럽 헤드 파손 위험 없이 필요한 사양으로 클럽 헤드를 구부릴 수 있게 한다.

## 스폰서십
핑은 토니 피나우, 빅토르 호블란, 루이 우스트하이젠, 사히스 테갈라, 버바 왓슨, 리 웨스트우드를 포함하여 주요 투어에서 뛰는 많은 프로 골퍼들과 후원 계약을 유지해 왔다.